# Titularbistum Hippo Diarrhytus
Das Bistum Hippo Diarrhytus (italienisch diocesi di Ippona Zarito, lateinisch Dioecesis Hipponensis) ist ein Titularbistum der römisch-katholischen Kirche.
Es geht zurück auf einen untergegangenen Bischofssitz in der gleichnamigen antiken Stadt (heute Bizerta), die in der römischen Provinz Africa proconsularis (heute nördliches Tunesien) lag. Der Bischofssitz war der Kirchenprovinz Karthago zugeordnet.
| Titularbischöfe von Hippo Diarrhytus |                                      |                                                          |                   |                   |
| Nr.                                  | Name                                 | Amt                                                      | von               | bis               |
| 1                                    | Juan de la Sal                       | Weihbischof in Sevilla (Spanien)                         | 22. Oktober 1603  | 14. Januar 1630   |
| 2                                    | Michał Erazm Działyński              | Weihbischof im Ermland (Polen)                           | 15. April 1624    | 17. Dezember 1646 |
| 3                                    | Wojciech Pilchowicz                  | Weihbischof im Ermland (Polen)                           | 13. Januar 1648   | April 1665        |
| 4                                    | Luis de Sousa                        |                                                          | 19. Januar 1671   | 2. Dezember 1675  |
| 5                                    | Francisco Domonte OMerc              | Weihbischof in Sevilla (Spanien)                         | 11. März 1680     |                   |
| 6                                    | Andrea Bottado OSA                   | Weihbischof in Braga (Portugal)                          | 2. Januar 1696    | 27. Juni 1715     |
| 7                                    | Franz Julian Graf von Braida         | Weihbischof in Olmütz (Tschechien)                       | 4. Juni 1703      | 1727              |
| 8                                    | Pierre Louis Jacquet                 | Weihbischof in Lüttich (Belgien)                         | 11. Februar 1737  | 11. Oktober 1763  |
| 9                                    | Joseph Adam von Arco                 | Weihbischof in Passau (Deutschland)                      | 9. April 1764     | 15. Juli 1776     |
| 10                                   | Franz Xaver Twrdy                    | Weihbischof in Prag (Tschechien)                         | 16. Dezember 1776 | 22. März 1779     |
| 11                                   | László Luzsénszky (László Luzinszky) | Weihbischof in Esztergom (Ungarn)                        | 13. Dezember 1779 | 4. November 1790  |
| 12                                   | Giovanni Martino Bernardoni Baccolo  |                                                          | 18. Juni 1793     | 1. Juni 1795      |
| 13                                   | Giuseppe Bartolomeo Menocchio OSA    | Koadjutorbischof von Reggio Emilia                       | 18. Dezember 1795 | 2. April 1800     |
| 14                                   | Cyprian Odyniec SJ                   | Weihbischof in Mahiljou (Weißrussland)                   | September 1798    | 28. Juli 1811     |
| 15                                   | Jean-Joseph Tournier                 | Weihbischof in Tunis (Tunesien)                          | 27. Februar 1892  | 28. Juni 1924     |
| 16                                   | Jacques Leen CSSp                    | Koadjutorbischof von Port-Louis (Mauritius)              | 15. Juli 1925     | 16. April 1926    |
| 17                                   | Etienne Fourcadier SJ                | Apostolischer Vikar von Antananarive (Madagaskar)        | 18. Februar 1928  | 2. Mai 1948       |
| 18                                   | Guglielmo Bosetti                    | Weihbischof in Brescia (Italien)                         | 4. November 1951  | 29. Mai 1961      |
| 19                                   | Antonio Giuseppe Angioni             | Weihbischof in Pisa (Italien)                            | 28. Mai 1962      | 6. Juli 1968      |
| 20                                   | Arthur Horsthuis AA                  | emeritierter Bischof von Jales (Brasilien)               | 7. November 1968  | 16. März 1971     |
| 21                                   | Albert Decourtray                    | Weihbischof in Dijon (Frankreich)                        | 27. Mai 1971      | 22. April 1974    |
| 22                                   | Francisco Manuel Vieira              | Weihbischof in São Paulo (Brasilien)                     | 12. Dezember 1974 | 15. März 1989     |
| 23                                   | Tadeusz Kondrusiewicz                | Apostolischer Administrator von Minsk-Mahiljou (Belarus) | 10. Mai 1989      | 11. Februar 2002  |
| 24                                   | Jose Paala Salazar OP                | Weihbischof in Butuan (Philippinen)                      | 23. November 2002 | 29. Mai 2004      |
| 25                                   | Manfred Grothe                       | Weihbischof in Paderborn (Deutschland)                   | 14. Oktober 2004  |                   |